# زیگ‌باخ
زیگ‌باخ (به آلمانی: Siegbach) یک شهر در آلمان است که در لان-دیل واقع شده‌است. زیگ‌باخ ۲٬۹۰۹ نفر جمعیت دارد.